# 오무라역 (효고현)
오무라역(일본어: 大村駅, おおむらえき)은 일본 효고현 미키시에 있는 고베 전철 아오 선의 역이다. 역 번호는 KB54이다.

## 역사
- 1951년 12월 28일: 미키후쿠아리바시(현. 미키) ~ 전철 오노(현, 오노) 역간 연장 개통 시, 오무라역으로 영업 개시.
- 1952년 10월 1일: 전철 오무라역으로 역명 변경.
- 1988년 4월 1일: 다시 오무라역으로 역명 변경.

## 역 구조
단선 승강장 1면 1선의 지평역이다. 승강장 유효 길이는 4량이고, 승강장의 아오 방향에 설치된 작은 역사이다.
연선 광 네트워크에 접속된 역무 원격 시스템이 도입되었으며, 센터 역에서 자동 매표기, 자동 개찰기, 자동 정산기, TV카메라, 인터폰, 셔터가 원격 조작된다. 이로 인하여, 역무원의 순회역으로, 구내 매점도 설치되지 않았지만 역 부근의 이발관에서 기획 승차권 위탁 판매가 이루어지고 있다.

## 역 주변
본 역의 1km정도 서쪽에 산요 자동차도의 미키오노 나들목이 위치하고, 대형 상업 시설이 많다.
- 신키 버스 미키 영업소
- 곤고지
- 오무라 병원

## 인접역
| 고베 전철 아오 선       | 고베 전철 아오 선           | 고베 전철 아오 선       |
| ----------------------- | --------------------------- | ----------------------- |
| KB53 미키 신카이치 방면 | ■ 쾌속 ■ 급행 ■ 준급 ■ 보통 | 가시야마 KB55 아오 방면 |